# Präsidentschaftswahl in Polen 2005
Die Präsidentschaftswahl in Polen 2005 war die Volkswahl des polnischen Staatsoberhaupts am 9. Oktober und 23. Oktober 2005. In der zweiten Wahlrunde setzte sich der nationalkonservative Warschauer Oberbürgermeister Lech Kaczyński gegen den liberal-konservativen Politiker Donald Tusk durch und wurde für eine fünfjährige Amtszeit zum Präsidenten der Republik Polen gewählt.

## Hintergrund
Am 23. Dezember 2005 sollte die zweite fünfjährige Amtszeit des Präsidenten der Republik Polen Aleksander Kwaśniewski ablaufen. Gemäß der Verfassung durfte der Amtsinhaber nicht mehr zur Wahl antreten. Am 23. Mai 2005 verordnete der Sejmmarschall Włodzimierz Cimoszewicz die Präsidentschaftswahlen für den 9. Oktober 2005 mit einer eventuellen zweiten Wahlrunde am 23. Oktober.
Die Wahlregeln basierten auf der gegenwärtig geltenden Verfassung von 1997. Mit dem aktiven Wahlrecht waren alle bei den Parlamentswahlen wahlberechtigten Bürger ausgestattet und mit dem passiven Wahlrecht diejenigen, die außerdem bis zum Tag der Wahl 35 Lebensjahre vollendet haben. Die Wahlvorschläge mussten eine schriftliche Unterstützung von mindestens einhunderttausend wahlberechtigten Bürgern vorweisen. Sollte am ersten Wahltag kein Kandidat über die notwendige Mehrheit von über 50 % der gültig abgegebenen Stimmen verfügt haben, müsste eine zweite Wahlrunde ausgerufen werden, zu der die beiden Kandidaten zugelassen wären, die in der ersten Wahlrunde die meisten Stimmen erhalten haben (Stichwahl). Die Feststellung der Gültigkeit der Wahl oblag dem Obersten Gericht und die Vereidigung des Präsidenten der Nationalversammlung.

## Die Wahl

### Die Kandidaten

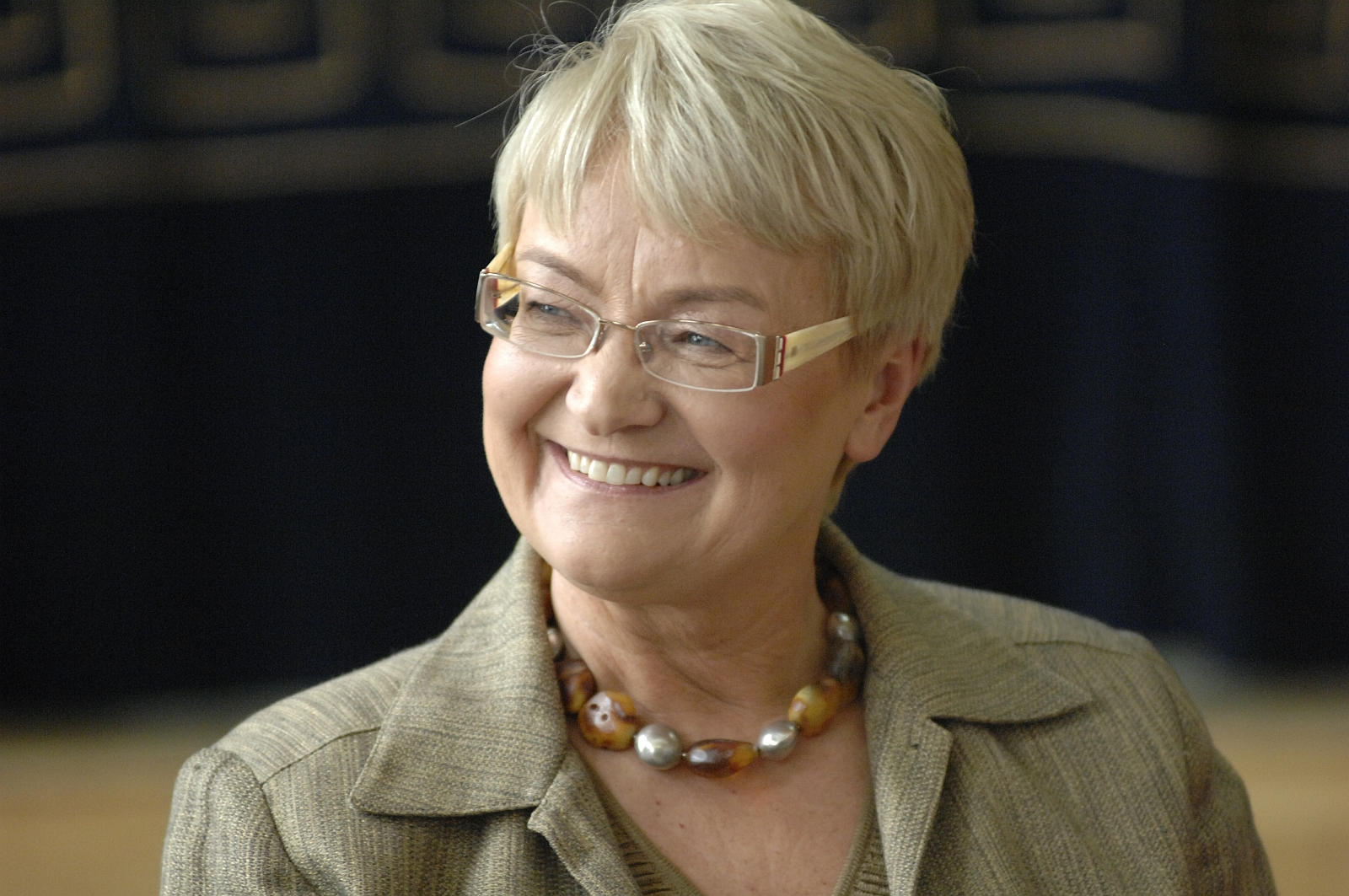
Henryka Bochniarz
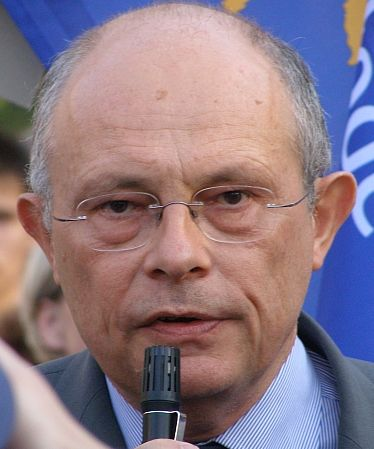
Marek S. Borowski
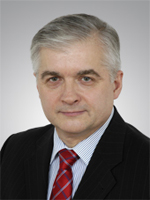
Włodzimierz Cimoszewicz
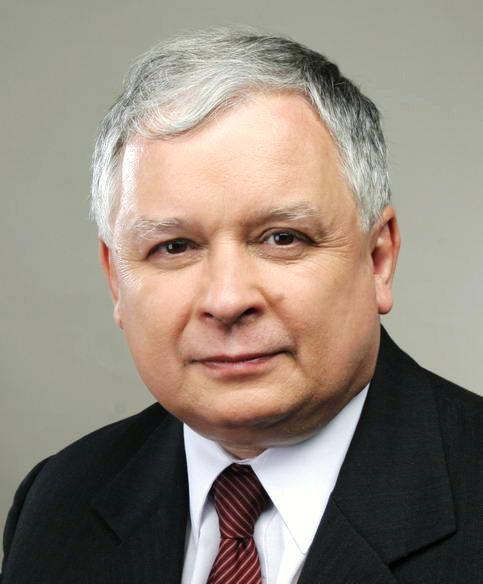
Lech Aleksander Kaczyński
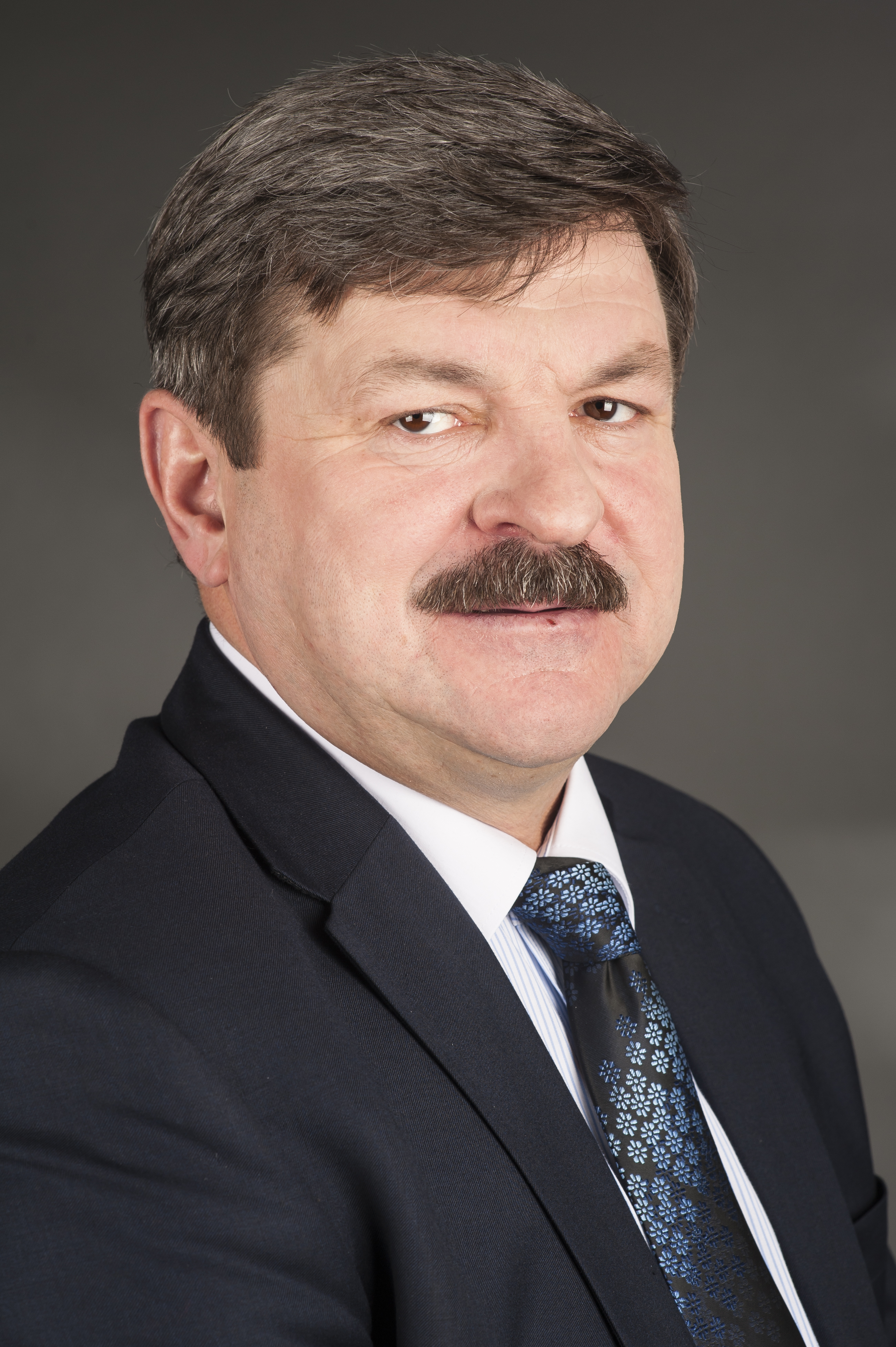
Jarosław Kalinowski
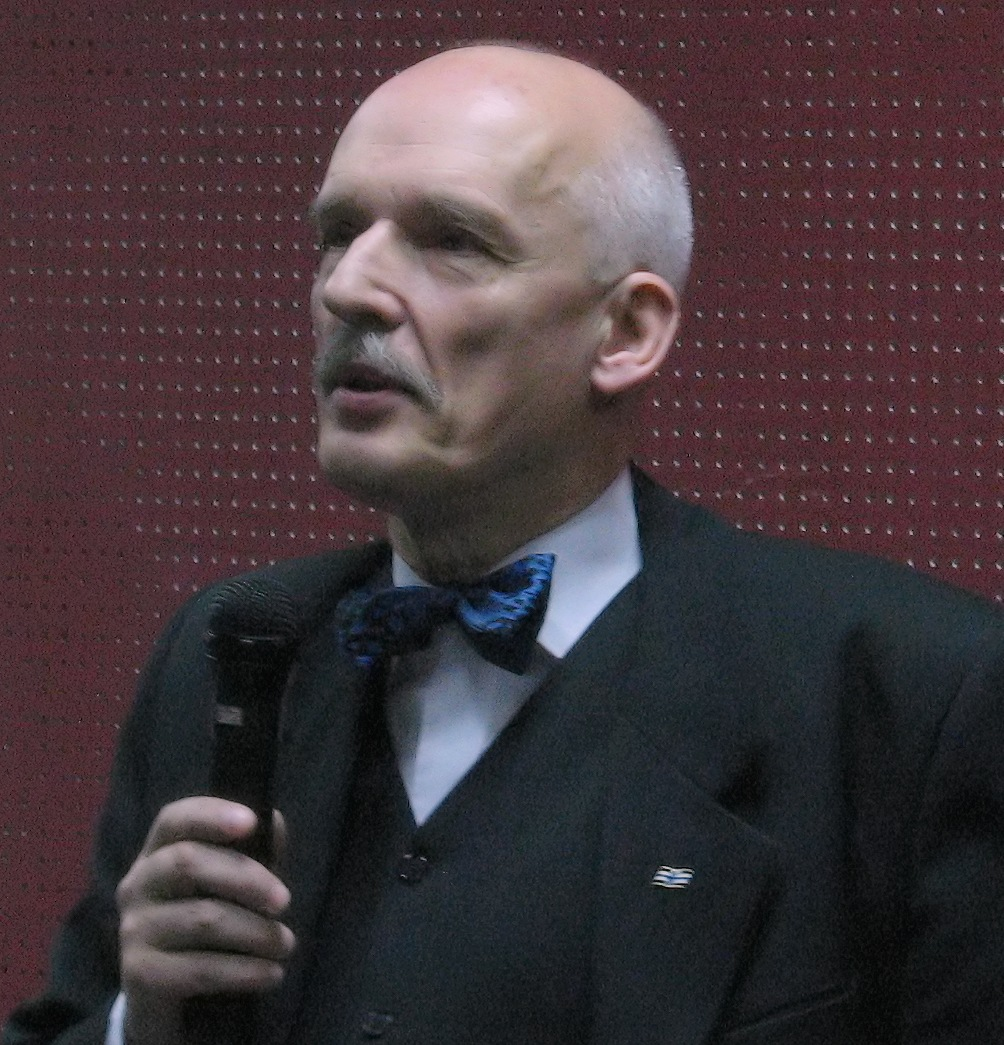
Janusz Korwin-Mikke
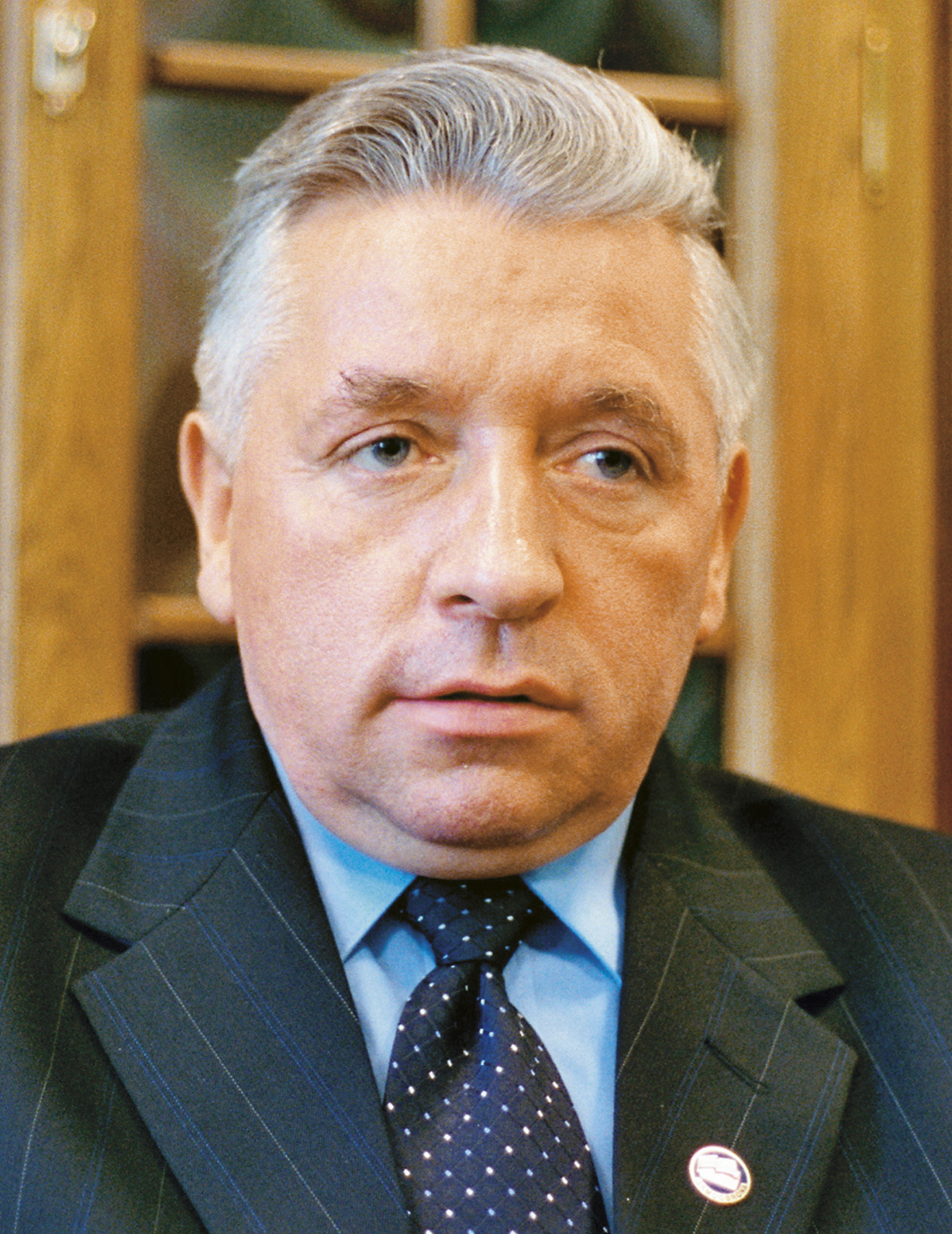
Andrzej Lepper
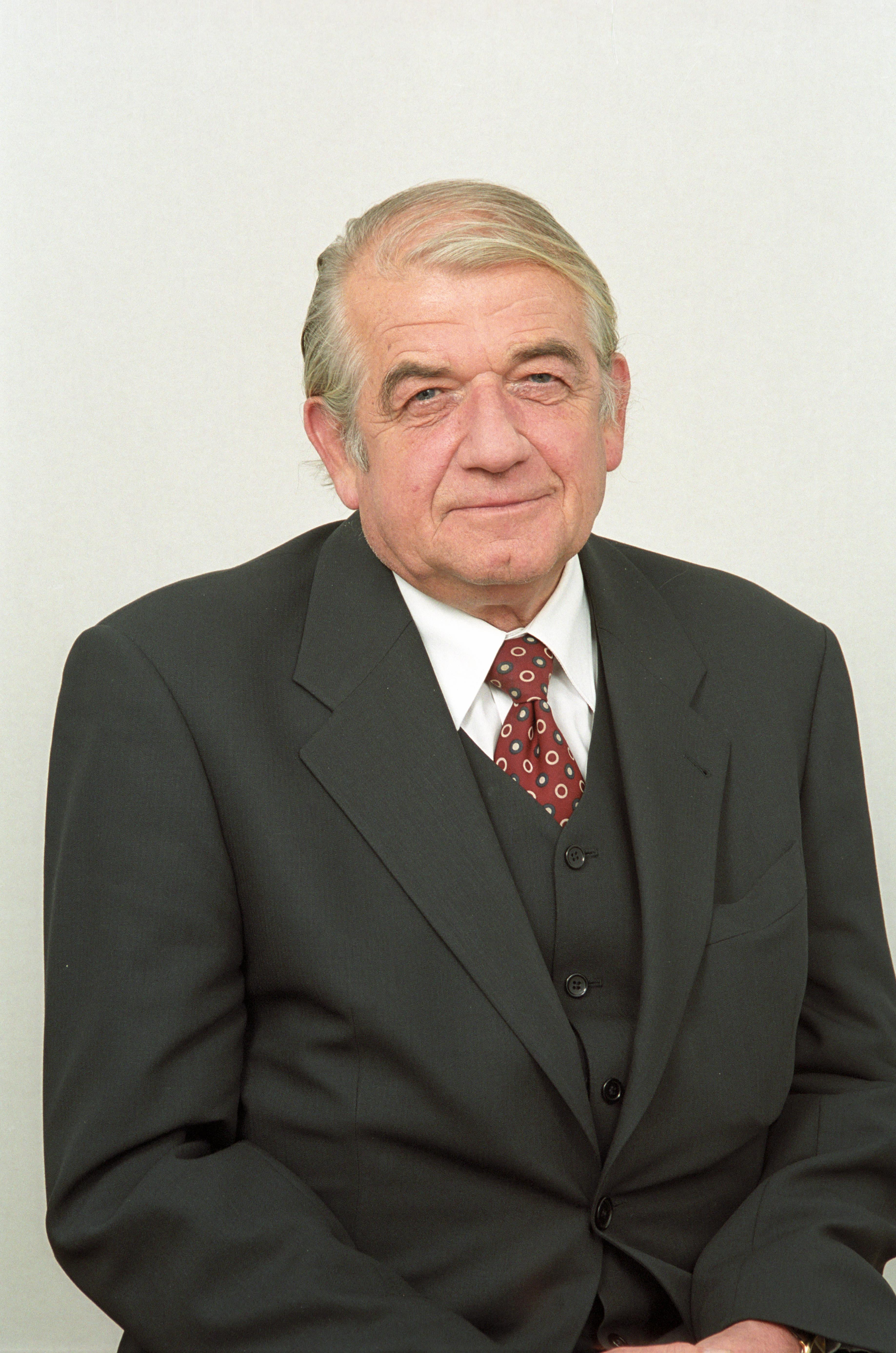
Zbigniew Religa
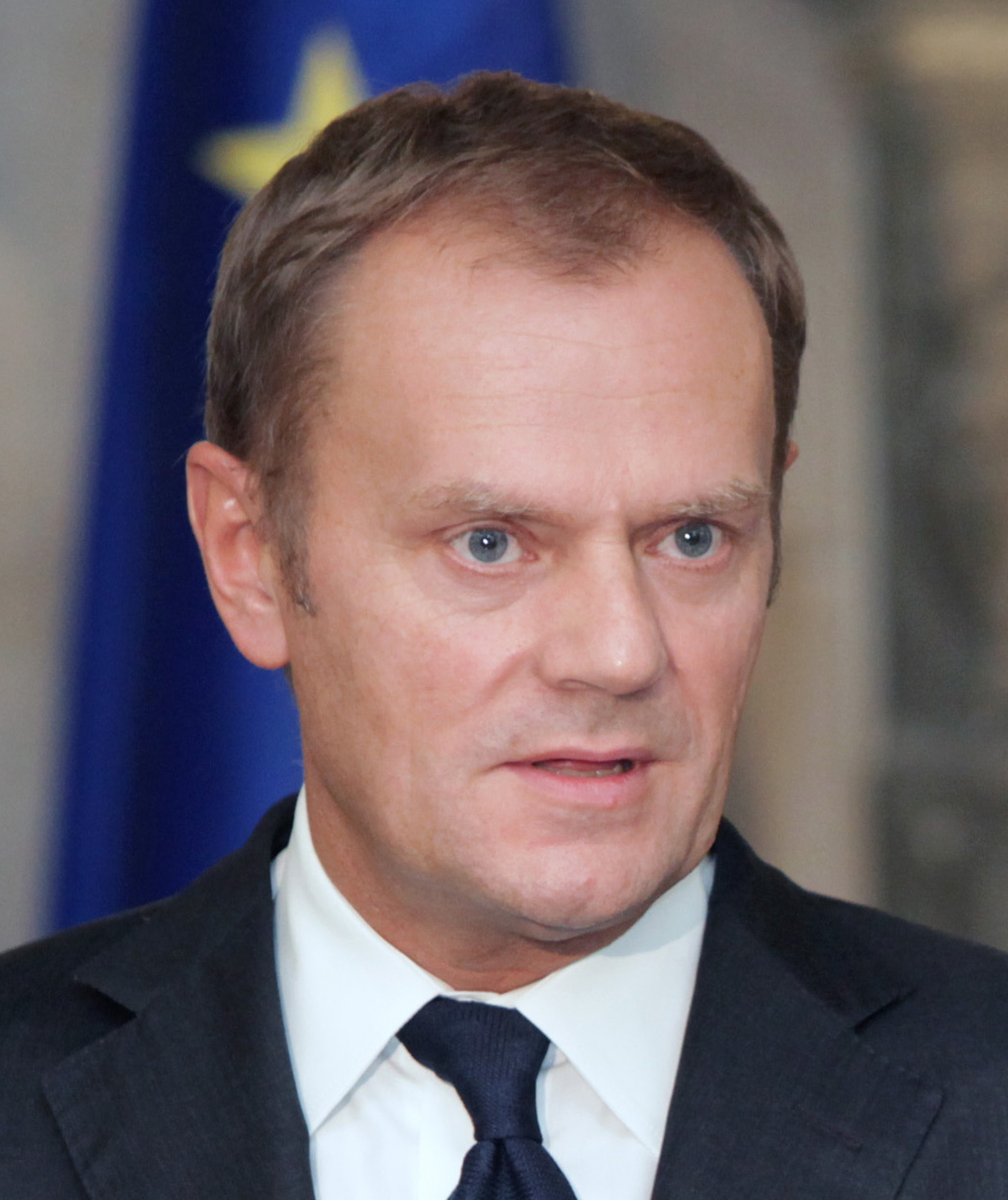
Donald Tusk
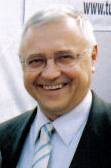
Stanisław Tymiński

Insgesamt konnten sechzehn Kandidaten in der angesetzten Frist (25. August 2005, 24:00 Uhr) 100.000 Unterschriften der Wahlberechtigten vorweisen und durften nach der Verifizierung dieser durch den Wahlausschuss an der ersten Wahlrunde teilnehmen:
- Henryka Teodora Bochniarz (* 1947) – promovierte Volkswirtin, Präsidentin des Arbeitgeberverbandes, unterstützt durch die Demokratische Partei
- Marek Stefan Borowski (* 1946) – Volkswirt, Abgeordneter im Sejm (seit 1991), ehemaliger Sejmmarschall (2001–2004), ehemaliger stellvertretender Premierminister und Finanzminister (1993–1994), Vorsitzender der Sozialdemokratie Polens
- Leszek Henryk Bubel (* 1957) – Goldschmied, Journalist, Verleger, ehemaliger Sejm-Abgeordneter (1991–1993), selbsternannter „Führender Antisemit der Republik“, unterstützt durch die Polnische Nationalpartei
- Włodzimierz Cimoszewicz (* 1950) – promovierter Jurist, Hochschullehrer, amtierender Sejmmarschall (seit 2005) und Abgeordneter im Sejm (seit 1989), ehemaliger Außenminister (2001–2003), ehemaliger Ministerpräsident (1996–1997), ehemaliger stellvertretender Ministerpräsident, Justizminister und Generalstaatsanwalt (1993–1995), früheres Mitglied der PVAP, unterstützt durch den Bund der Demokratischen Linken
- Maciej Marian Giertych (* 1936) – habilitierter Dendrologe und Genetiker, Titularprofessor, Europaparlament-Abgeordneter (seit 2004), ehemaliger Abgeordneter im Sejm (2001–2004)
- Liwiusz Marian Ilasz (* 1961) – Rechtsanwalt
- Lech Aleksander Kaczyński (1949–2010) – habilitierter Jurist, Oberbürgermeister der Hauptstadt Warschau (seit 2002), ehemaliger Justizminister (2000–2001), ehemaliger Senator (1989–1991), ehemaliger parteiloser Sejm-Abgeordneter (1991–1993), ehemaliger Berater des Präsidenten Wałęsa, ehemaliger Aktivist der Gewerkschaft „Solidarność“ und Oppositioneller, unterstützt von der national-konservativen Recht und Gerechtigkeit
- Jarosław Kalinowski (* 1962) – Diplom-Tierzüchter, Vorsitzender der Polnischen Bauernpartei (seit 1997), Sejm-Abgeordneter (seit 1993), ehemaliger stellvertretender Ministerpräsident (2001–2003) und Landwirtschaftsminister (1997 sowie 2001–2003)
- Janusz Ryszard Korwin-Mikke (* 1942) – Philosoph, Kolumnist, libertärer Politiker der Union für Realpolitik
- Andrzej Zbigniew Lepper (1954–2011) – Landwirt, Unternehmer, Vorsitzender der Gewerkschaft „Selbstverteidigung“ (seit 1992) und der gleichnamigen Partei, ehemaliges Mitglied der PVAP (1978–1980)
- Daniel Tomasz Podrzycki (1963–2005) – Metallarbeiter, Gewerkschaftsaktivist, unterstützt durch ein Bündnis säkularer, sozialistischer, anarchistischer und kommunistischer Parteien
- Jan Pyszko (1930–2009) – habilitierter Chirurg, Aktivist eines Verbands der Auslandspolen, unterstützt durch die „Organisation der Polnischen Nation – Polnische Liga“
- Zbigniew Eugeniusz Religa (1938–2009) – habilitierter Herzchirurg, Senator (1993–1997 und seit 2001), Konservatist, unterstützt durch die Zentrumspartei
- Adam Andrzej Słomka (* 1963) – Diplom-Pädagoge, Führer der „Konföderation des Unabhängigen Polens - Patriotische Fraktion“, einer Splittergruppe der Konföderation des Unabhängigen Polens
- Donald Franciszek Tusk (* 1957) – Historiker, stellvertretender Sejmmarschall (seit 2001), Sejm-Abgeordneter (1991–1993 und seit 2001), ehemaliger Senator und stellvertretender Senatsmarschall (1997–2001)
- Stanisław Tymiński (* 1948) – staatlich geprüfter Elektrotechniker, Web-Unternehmer, unterstützt durch die „Allpolnische Bürgerkoalition“

Auffälligerweise haben sieben der Kandidaten bereits bei früheren Präsidentschaftswahlen ohne Erfolg kandidiert: Włodzimierz Cimoszewicz und Stanisław Tymiński 1990, Leszek Bubel und Lech Kaczyński 1995, Jarosław Kalinowski 2000 sowie Janusz Korwin-Mikke und Andrzej Lepper 1995 und 2000.
Drei Kandidaten haben noch vor dem ersten Wahlgang verzichtet und wurden von der Kandidatenliste gestrichen: Zbigniew Religa am 2. September, Włodzimierz Cimoszewicz am 14. September und Maciej Giertych am 4. Oktober 2005. Am 24. September 2005, dem Vortag der Parlamentswahl, verstarb Daniel Podrzycki infolge eines Verkehrsunfalls und schied ebenfalls aus der Kandidatenliste aus. Demzufolge standen zwölf Kandidaten zur Wahl, wobei die Namen von Giertych und Podrzycki auf den bereits gedruckten Wahlzetteln standen.

### Meinungsumfragen
Zunächst galt Cimoszewicz als der aussichtsreichste Kandidat, gefolgt von den weit abgeschlagenen Lech Kaczyński, Andrzej Lepper und Zbigniew Religa. Die Negativkampagne in den Massenmedien, die auf den Betrugsvorwürfen gegen Cimoszewiczs damalige Assistentin Anna Jarucka fußte, verursachte jedoch einen rapiden Absturz seiner Zustimmungswerte in den Meinungsumfragen, hauptsächlich zugunsten von Donald Tusk. Daraufhin zog Cimoszewicz seine Kandidatur am 14. September in diesem Zusammenhang zurück.

#### 1. Wahlgang
| Datum                  | Institut | Kandidat          | Kandidat       | Kandidat     | Kandidat                | Kandidat        | Kandidat      | Kandidat       | Kandidat            | Kandidat            | Kandidat       | Kandidat         | Kandidat   | Kandidat        | Kandidat    | Kandidat    | Kandidat           | Quelle |
| Datum                  | Institut | Henryka Bochniarz | Marek Borowski | Leszek Bubel | Włodzimierz Cimoszewicz | Maciej Giertych | Liwiusz Ilasz | Lech Kaczyński | Jarosław Kalinowski | Janusz Korwin-Mikke | Andrzej Lepper | Daniel Podrzycki | Jan Pyszko | Zbigniew Religa | Adam Słomka | Donald Tusk | Stanisław Tymiński | Quelle |
| ---------------------- | -------- | ----------------- | -------------- | ------------ | ----------------------- | --------------- | ------------- | -------------- | ------------------- | ------------------- | -------------- | ---------------- | ---------- | --------------- | ----------- | ----------- | ------------------ | ------ |
| 1.–4. Juli 2005        | TNS OBOP | 1 %               | 4 %            | 0 %          | 31 %                    | 4 %             | 0 %           | 16 %           | 2 %                 | 0 %                 | 15 %           | 0 %              | 0 %        | 14 %            | 0 %         | 08 %        | 0 %                | [ 6 ]  |
| 4.–8. August 2005      | TNS OBOP | 1 %               | 5 %            | 0 %          | 26 %                    | 3 %             | 0 %           | 21 %           | 2 %                 | 1 %                 | 09 %           | 0 %              | 0 %        | 07 %            | 0 %         | 23 %        | 0 %                | [ 7 ]  |
| 4.–9. August 2005      | Ipsos    | 0 %               | 5 %            | 0 %          | 19 %                    | 2 %             | 0 %           | 24 %           | 3 %                 | 2 %                 | 12 %           | 0 %              | 0 %        | 07 %            | 0 %         | 24 %        | 0 %                | [ 8 ]  |
| 25.–29. August 2005    | TNS OBOP | 1 %               | 2 %            | 0 %          | 24 %                    | 3 %             | 0 %           | 21 %           | 3 %                 | 1 %                 | 07 %           | 0 %              | 0 %        | 05 %            | 0 %         | 30 %        | 0 %                | [ 9 ]  |
| 8.–12. September 2005  | TNS OBOP | 0 %               | 4 %            | 0 %          | 15 %                    | 4 %             | 0 %           | 23 %           | 4 %                 | 0 %                 | 08 %           | 0 %              | 0 %        | -               | 0 %         | 41 %        | 1 %                | [ 10 ] |
| 29. Sept.–3. Okt. 2005 | TNS OBOP | 1 %               | 8 %            | 0 %          | -                       | 1 %             | 1 %           | 34 %           | 3 %                 | 2 %                 | 09 %           | -                | 1 %        | -               | 0 %         | 40 %        | 0 %                | [ 11 ] |

#### 2. Wahlgang
| Datum                  | Institut | Kandidat       | Kandidat    | Quelle |
| Datum                  | Institut | Lech Kaczyński | Donald Tusk | Quelle |
| ---------------------- | -------- | -------------- | ----------- | ------ |
| 29. Sept.–3. Okt. 2005 | TNS OBOP | 47 %           | 53 %        | [ 11 ] |
| 13.–17. Oktober 2005   | TNS OBOP | 43 %           | 57 %        | [ 12 ] |

## Amtliches Endergebnis

Stimmmehrheiten nach Powiats im ersten Wahlgang

Stimmmehrheiten nach Powiats im zweiten Wahlgang

| Kandidaten                                         | Kandidaten                | Parteien                                      | 1. Wahlgang | 1. Wahlgang | 2. Wahlgang | 2. Wahlgang |
| Kandidaten                                         | Kandidaten                | Parteien                                      | Stimmen     | %           | Stimmen     | %           |
| -------------------------------------------------- | ------------------------- | --------------------------------------------- | ----------- | ----------- | ----------- | ----------- |
|                                                    | Lech Kaczyński            | Prawo i Sprawiedliwość                        | 4.947.927   | 33,1        | 8.257.468   | 54,0        |
|                                                    | Donald Tusk               | Platforma Obywatelska                         | 5.429.666   | 36,3        | 7.022.319   | 46,0        |
|                                                    | Andrzej Lepper            | Samoobrona Rzeczpospolitej Polskiej           | 2.259.094   | 15,1        |             |             |
|                                                    | Marek Borowski            | Socjaldemokracja Polska – Unia Pracy – Z 2004 | 1.544.642   | 10,3        |             |             |
|                                                    | Jarosław Kalinowski       | Polskie Stronnictwo Ludowe                    | 269.316     | 1,8         |             |             |
|                                                    | Janusz Korwin-Mikke       | Unia Polityki Realnej                         | 214.116     | 1,4         |             |             |
|                                                    | Henryka Teodora Bochniarz | Partia Demokratyczna                          | 188.598     | 1,3         |             |             |
|                                                    | Liwiusz Ilasz             | Parteilos                                     | 31.691      | 0,2         |             |             |
|                                                    | Stanisław Tymiński        | Polska Unia Gospodarcza                       | 23.545      | 0,2         |             |             |
|                                                    | Leszek Bubel              | Polska Partia Narodowa                        | 18.828      | 0,1         |             |             |
|                                                    | Jan Pyszko                | Organizacja Narodu Polskiego – Liga Polska    | 10.371      | 0,1         |             |             |
|                                                    | Adam Słomka               | Polska Konfederacja – Godność i Praca         | 8.895       | 0,1         |             |             |
| Gesamt                                             | Gesamt                    | Gesamt                                        | 14.946.689  | 100         | 15.279.787  | 100         |
|                                                    |                           |                                               |             |             |             |             |
| Ungültige Stimmen                                  | Ungültige Stimmen         | Ungültige Stimmen                             | 99.661      | 0,7         | 155.233     | 1,0         |
| Wähler                                             | Wähler                    | Wähler                                        | 15.046.350  | 49,7        | 15.435.020  | 51,0        |
| Wahlberechtigte                                    | Wahlberechtigte           | Wahlberechtigte                               | 30.260.027  |             | 30.279.209  |             |
|                                                    |                           |                                               |             |             |             |             |
| Quellen: Dziennik Ustaw, 1. Wahlgang – 2. Wahlgang |                           |                                               |             |             |             |             |

## Nach der Wahl

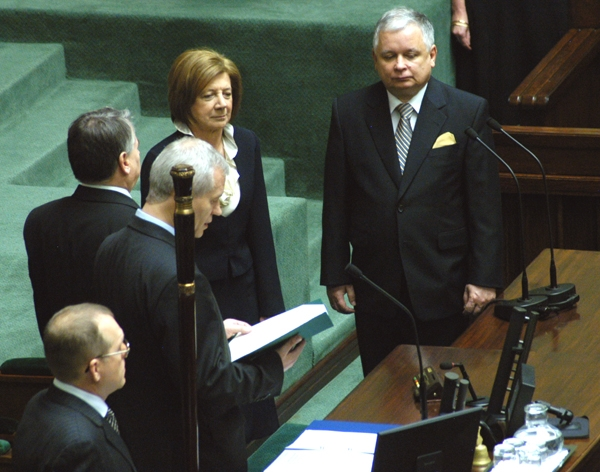
Vereidigung Kaczyńskis (rechts) am 23. Dezember 2005

Am 23. November 2005 stellte das Oberste Gericht die Gültigkeit der Wahl am 9. und 23. Oktober fest, auf die drei festgestellten Unregelmäßigkeiten ist es nicht näher eingegangen, da kein Einfluss auf das Wahlergebnis festgestellt werden konnte. Am 23. Dezember 2005 legte Lech Kaczyński gegenüber der Nationalversammlung unter dem Vorsitz des neu gewählten Sejmmarschalls Marek Jurek und in Anwesenheit seines Vorgängers Aleksander Kwaśniewski den Amtseid ab, gefolgt von einer Ansprache des Präsidenten. Anders als sein Vorgänger ergänzte Kaczyński den Amtseid mit einer religiösen Bekräftigung.